# Krystyna Marzec-Holka
Krystyna Marzec-Holka (zm. 22 lutego 2023) – polska pedagog, prof. dr hab.

## Życiorys
W 1971 ukończyła studia pedagogiczne na Uniwersytecie Gdańskim, 26 lutego 1996 habilitowała się na podstawie pracy zatytułowanej Instytucja społecznych kuratorów sądowych w świetle badań. 8 czerwca 2001 uzyskała tytuł profesora nauk humanistycznych. Pracowała w Instytucie Turystyki i Rekreacji na Wydziale Wychowania Fizycznego Akademii Wychowania Fizycznego i Sportu im. Jędrzeja Śniadeckiego w Gdańsku.
Została zatrudniona na stanowisku profesora zwyczajnego na Wydziale Pedagogiki Elbląskiej Uczelni Humanistycznej i Ekonomicznej, w Instytucie Pedagogiki na Wydziale Pedagogiki i Psychologii Uniwersytetu Kazimierza Wielkiego, w Katedrze Pedagogiki Społecznej i Pedagogiki Specjalnej na Wydziale Pedagogicznym Uniwersytetu Warszawskiego, w Instytucie Pedagogiki Specjalnej na Wydziale Nauk Pedagogicznych Akademii Pedagogiki Specjalnej im. Marii Grzegorzewskiej w Warszawie, oraz na Wydziale Pedagogicznym Wyższej Szkole Humanistycznej im. Aleksandra Gieysztora w Pułtusku.

## Odznaczenia
- Srebrny Krzyż Zasługi (1999)[4]